# Hyainailourinae
Hyainailourinae («гієноподібні») — викопна підродина гієнодонтів, яка жила в Африці, Азії, Північній Америці та Європі від середнього еоцену до середнього міоцену. Вони з'явилися в Африці приблизно 47,8 млн років тому і незабаром поширилися аж до Східної Азії.

## Класифікація
- Підродина: †Hyainailourinae (Pilgrim, 1932)
  - Рід: †Bastetodon (Al-Ashqar et al., 2025)
  - Рід: †Megistotherium (Savage, 1973)
  - Рід: †Mlanyama (Rasmussen & Gutierrez, 2009)
  - Рід: †Pakakali (Borths & Stevens, 2017)
  - Рід: †Sekhmetops (Al-Ashqar et al., 2025)
  - Рід: †Simbakubwa (Borths & Stevens, 2019)
  - Рід: †Akhnatenavus (Holroyd, 1999)
  - Рід: †Hemipsalodon (Cope, 1885)
  - Рід: †Ischnognathus (Stovall, 1948)
  - Триба: †Hyainailourini (Ginsburg, 1980)
    - Рід: †Exiguodon (Morales & Pickford, 2017)
    - Рід: †Falcatodon (Morales & Pickford, 2017)
    - Рід: †Hyainailouros (Biedermann, 1863)
    - Рід: †Parapterodon (Lange-Badré, 1979)
    - Рід: †Sectisodon (Morales & Pickford, 2017)
    - Рід: †Sivapterodon (Ginsburg, 1980)
    - Рід: †Isohyaenodon (Savage, 1965)
    - Рід: †Kerberos (Solé, 2015)
    - Рід: †Pterodon (Blainville, 1839)

  - Триба: †Leakitheriini (Lavrov, 1999)
    - Рід: †Leakitherium (Savage, 1965)

  - Триба: †Metapterodontini (Morales & Pickford, 2017)
    - Рід: †Metapterodon (Stromer, 1926)

  - Триба: †Paroxyaenini (Lavrov, 2007)
    - Рід: †Paroxyaena (Martin, 1906)